# Cleonymia marocana
Cleonymia marocana là một loài bướm đêm trong họ Noctuidae.